# Schachbundesliga 1999 (Schweiz)
In der Saison 1999 war der Titelverteidiger Schachverein Birsfelden/Beider Basel schon vor der letzten Runde nicht mehr von der Spitze zu vertreiben.
Auch der Abstiegskampf war zu diesem Zeitpunkt praktisch zu Ungunsten von Fribourg-Neuveville entschieden.
Zu den gemeldeten Mannschaftskadern der teilnehmenden Vereine siehe Mannschaftskader der schweizerischen 1. Bundesliga im Schach 1999.

## Abschlusstabelle
| Pl. | Verein                                   | Sp | G | U | V | MP   | Brett-P.  |
| --- | ---------------------------------------- | -- | - | - | - | ---- | --------- |
| 01. | Schachverein Birsfelden/Beider Basel (M) | 7  | 6 | 1 | 0 | 13:1 | 38,5:17,5 |
| 02. | SV Wollishofen                           | 7  | 5 | 0 | 2 | 10:4 | 31,5:24,5 |
| 03. | ASK Winterthur                           | 7  | 4 | 1 | 2 | 9:5  | 29,5:26,5 |
| 04. | Luzern Musegg                            | 7  | 3 | 2 | 2 | 8:6  | 28,5:27,5 |
| 05. | SK Bern                                  | 7  | 2 | 2 | 3 | 6:8  | 24,5:31,5 |
| 06. | SK Aarau                                 | 7  | 2 | 1 | 4 | 5:9  | 23,5:32,5 |
| 07. | Basel BVB                                | 7  | 2 | 0 | 5 | 4:10 | 27,0:29,0 |
| 08. | Fribourg-Neuveville                      | 7  | 0 | 1 | 6 | 1:13 | 21,0:35,0 |

## Entscheidungen
|     | Schweizer Bundesmeister: Schachverein Birsfelden/Beider Basel |
|     | Absteiger in die 2. Bundesliga: Fribourg-Neuveville           |
| (M) | Meister der letzten Saison                                    |

## Kreuztabelle
| Ergebnisse | Ergebnisse                           | 01. | 02. | 03. | 04. | 05. | 06. | 07. | 08. |
| ---------- | ------------------------------------ | --- | --- | --- | --- | --- | --- | --- | --- |
| 01.        | Schachverein Birsfelden/Beider Basel |     | 5½  | 4   | 5   | 6½  | 7   | 5½  | 5   |
| 02.        | SV Wollishofen                       | 2½  |     | 3½  | 6   | 5½  | 5   | 4½  | 4½  |
| 03.        | ASK Winterthur                       | 4   | 4½  |     | 3½  | 4½  | 6   | 2½  | 4½  |
| 04.        | Luzern Musegg                        | 3   | 2   | 4½  |     | 4   | 4   | 5   | 6   |
| 05.        | SK Bern                              | 1½  | 2½  | 3½  | 4   |     | 4½  | 4½  | 4   |
| 06.        | SK Aarau                             | 1   | 3   | 2   | 4   | 3½  |     | 5   | 5   |
| 07.        | Basel BVB                            | 2½  | 3½  | 5½  | 3   | 3½  | 3   |     | 6   |
| 08.        | Fribourg-Neuveville                  | 3   | 3½  | 3½  | 2   | 4   | 3   | 2   |     |

## Die Meistermannschaft
| 1.            | Schachverein Birsfelden/Beider Basel |
| Schachfiguren | Nedeljko Kelecevic, Roland Ekström, Charles Partos, Goran Milošević, Ivan Nemet, Hansjürg Känel, Philipp Ammann, Vjekoslav Vulević, Jean-Luc Costa, Benjamin Grunder, Alisa Marić, Christian Maier, Richard Mitzel. |